# Phomopsis microspora
Phomopsis microspora är en svampart som beskrevs av Kleb. 1933. Phomopsis microspora ingår i släktet Phomopsis och familjen Diaporthaceae.   Inga underarter finns listade i Catalogue of Life.